# Mythes et Légendes : Epok II
Albums de Magma
Mythes et Légendes : Epok I
(2006) Mythes et Légendes : Epok III
(2007)
Mythes et Légendes : Epok II (sous-titré 35 ans de musique) est le second volume d'une série de vidéos du groupe français de rock progressif Magma. Il a été enregistré en 2005 en public au Triton à Paris par Francis Linon. Il est paru en 2006 sur le label Seventh Records.

## Contexte
Ce DVD présenté en digipack noir frappé du sigle de Magma fait partie d'un ensemble de quatre DVD enregistrés entre le 10 mai et le 4 juin 2005 au Triton à Paris. À cette occasion, Magma célébrait son 35e anniversaire en proposant quatre répertoires différents sur quatre semaines consécutives, revisitant ainsi l'essentiel de sa carrière en huit heures de concert. Tous les "grands" morceaux de Magma sont interprétés : les trois mouvements de la trilogie Theusz Hamtaahk, Köhntarkösz, K.A, De Futura ... Chaque semaine, un ou plusieurs anciens musiciens de Magma était invité à se joindre au groupe.

## Contenu
Ce deuxième volume contient trois grands morceaux, Ẁurdah Ïtah (deuxième mouvement de la trilogie M.D.K., paru en 1974 sur l'album du même nom), Mëkanïk Destruktïw Kommandöh (troisième mouvement, paru 1973 sur l'album du même nom), et De Futura (issu de l'album Üdü Ẁüdü de 1976).
L'invité de cette deuxième semaine, du mardi 17 au samedi 21 mai 2005, était Jannick Top (basse) qui fut membre de Magma de 1973 à 1976. Il interprète ici deux petits morceaux en solo, Suite pour Violoncelle Nº 3. BWV 1009 de Jean-Sébastien Bach et Quadrivium. 

## Liste des titres
1. Ẁurdah Ïtah (48:58) (Christian Vander)
2. Mëkanïk Destruktïw Kommandöh (42:52) (Christian Vander)
3. Suite pour Violoncelle Nº 3. BWV 1009 (2:19) (Jean-Sébastien Bach)
4. Quadrivium (3:55) (Jannick Top)
5. De Futura (21:08) (Jannick Top)

## Musiciens
- Christian Vander : batterie
- Stella Vander : chant, percussions
- Antoine Paganotti : chant
- Himiko Paganotti : chant
- Isabelle Feuillebois : chant
- James Mac Gaw : guitare
- Jannick Top : basse
- Philippe Bussonnet : basse, basse piccolo
- Emmanuel Borghi : Piano électrique Fender Rhodes, claviers
- Frédéric d'Oelsnitz : Fender Rhodes, claviers